# 倾多镇
倾多镇，是中华人民共和国西藏自治区林芝市波密县下辖的一个乡镇级行政单位。

## 行政区划
倾多镇下辖以下地区：
达龙村、朱西村、巴康村、曲西村、如纳村、扎西村、栋曲村、康达村、热西村、叶巴村、古通村、德吉村和顶仲村。